# Alemania en los Juegos Paralímpicos de Nagano 1998
Alemania estuvo representada en los Juegos Paralímpicos de Nagano 1998 por un total de 40 deportistas, 33 hombres y siete mujeres.

## Medallistas
El equipo paralímpico alemán obtuvo las siguientes medallas:
| Nombre                                                  | Deporte        | Evento                              |
| ------------------------------------------------------- | -------------- | ----------------------------------- |
| Oro                                                     |                |                                     |
| Verena Bentele                                          | Biatlón        | 7,5 km B1 femenino                  |
| Wilhelm Brem                                            | Biatlón        | 7,5 km B1 masculino                 |
| Frank Höfle                                             | Biatlón        | 7,5 km B2 masculino                 |
| Alexander Schwarz                                       | Biatlón        | 7,5 km B3 masculino                 |
| Thomas Oelsner                                          | Biatlón        | 7,5 km LW6/8 masculino              |
| Michael Weymann                                         | Biatlón        | 7,5 km LW12 masculino               |
| Reinhild Möller                                         | Esquí alpino   | Eslalon LW3,4,5/7,6/8 femenino      |
| Reinhild Möller                                         | Esquí alpino   | Supergigante LW3,4,5/7,6/8 femenino |
| Gustav Gross                                            | Esquí alpino   | Eslalon gigante LW10 masculino      |
| Gustav Gross                                            | Esquí alpino   | Supergigante LW10 masculino         |
| Gerd Schönfelder                                        | Esquí alpino   | Eslalon LW1,3,5/7 masculino         |
| Frank Höfle                                             | Esquí de fondo | 5 km B2 masculino                   |
| Thomas Oelsner                                          | Esquí de fondo | 15 km LW5/7,6/8 masculino           |
| Klaus Kleiser Michael Weymann Bruno Zimmermann          | Esquí de fondo | 3 × 2,5 km LW10-12 masculino        |
| Plata                                                   |                |                                     |
| Axel Hecker                                             | Biatlón        | 7,5 km LW2,3,4,5/7,9 masculino      |
| Bruno Zimmermann                                        | Biatlón        | 7,5 km LW12 masculino               |
| Markus Pfefferle                                        | Esquí alpino   | Descenso LW6/8 masculino            |
| Markus Pfefferle                                        | Esquí alpino   | Eslalon gigante LW6/8 masculino     |
| Markus Pfefferle                                        | Esquí alpino   | Supergigante LW6/8 masculino        |
| Gustav Gross                                            | Esquí alpino   | Descenso LW10 masculino             |
| Michael Hipp                                            | Esquí alpino   | Supergigante LW2 masculino          |
| Verena Bentele                                          | Esquí de fondo | 5 km estilo clásico B1 femenino     |
| Verena Bentele                                          | Esquí de fondo | 5 km estilo libre B1 femenino       |
| Alexander Schwarz                                       | Esquí de fondo | 5 km B3 masculino                   |
| Alexander Schwarz                                       | Esquí de fondo | 15 km B3 masculino                  |
| Michael Weymann                                         | Esquí de fondo | 5 km silla de esquí LW12 masculino  |
| Michael Weymann                                         | Esquí de fondo | 10 km silla de esquí LW12 masculino |
| Thomas Oelsner                                          | Esquí de fondo | 5 km LW5/7,6/8 masculino            |
| Wilhelm Brem                                            | Esquí de fondo | 15 km B1 masculino                  |
| Frank Höfle                                             | Esquí de fondo | 15 km B2 masculino                  |
| Wilhelm Brem Frank Höfle Thomas Oelsner Wolfgang Mahler | Esquí de fondo | 4 × 5 km de pie/ceguera masculino   |
| Bronce                                                  |                |                                     |
| Udo Hirsch                                              | Biatlón        | 7,5 km B1 masculino                 |
| Susanne Wohlmacher                                      | Biatlón        | 7.5 km B2-3 femenino                |
| Frank Pfortmüller                                       | Esquí alpino   | Descenso LW6/8 masculino            |
| Frank Pfortmüller                                       | Esquí alpino   | Supergigante LW6/8 masculino        |
| Markus Pfefferle                                        | Esquí alpino   | Eslalon LW6/8 masculino             |
| Gerd Schönfelder                                        | Esquí alpino   | Eslalon gigante LW1,3,5/7 masculino |
| Karl Lotz                                               | Esquí alpino   | Eslalon gigante LW11 masculino      |
| Martin Braxenthaler                                     | Esquí alpino   | Supergigante LW10 masculino         |
| Axel Hecker                                             | Esquí de fondo | 5 km LW5/7,6/8 masculino            |
| Klaus Kleiser                                           | Esquí de fondo | 5 km silla de esquí LW10 masculino  |
| Wolfgang Mahler                                         | Esquí de fondo | 15 km LW2/3/4/9 masculino           |
| Frank Höfle                                             | Esquí de fondo | 20 km B1-3 masculino                |
| Verena Bentele Susanne Ischinger Susanne Wohlmacher     | Esquí de fondo | 3 × 2,5 km clase abierta femenino   |